# A Cursive Memory
A Cursive Memory är ett amerikanskt rockband från Los Angeles, Kalifornien som består av medlemmarna Colin Baylen, Mark Borst-Smith, Shaun Profeta och Dillan Wheeler.

## Diskografi
Album
- Changes (2008), Vagrant
- Let Love In (2010), Vagrant

EP
- A Cursive Memory (2005)
- Light Camera Action (2006)
- Respeck! EP (2007), Vagrant

Promosinglar
- "Everything" (2008)
- "Perfect Company" (2008)